# Miro de Souza
Azemiro de Souza, conhecido como Miro (n. Bebedouro, 1949) é um fotógrafo de moda brasileiro.
Começou como estagiário de fotografia na agência Estrada Propaganda, onde conheceu Mario Daloia, de quem tornou-se assistente.
Tornou-se fotografo em 1969 e na década de 1970 viveu em Paris, onde se consagrou trabalhando para as mais importantes revistas de moda européias. Uma das maiores influências na fotografia de moda e na publicidade brasileira.